# ديتمار كلينجر
ديتمار كلينجر (بالألمانية: Dietmar Klinger)‏ هو لاعب كرة قدم ألماني في مركز الوسط، ولد في 8 يناير 1958 في إسن في ألمانيا. لعب مع روت فايس إيسن وشفارز فيس إسين ونادي أوردينغن 05 ونادي فوبرتال الرياضي.

## وصلات خارجية
- ديتمار كلينجر على موقع قاعدة بيانات كرة القدم.إي يو (الإنجليزية)
- ديتمار كلينجر على موقع بيانات كرة القدم. دي إي (الألمانية)
- ديتمار كلينجر على موقع عالم كرة القدم.نت (الإنجليزية)